# Кольт Драгун
Кольт Драгун (англ. Colt Dragoon) — шестизарядный капсюльный револьвер 44-го калибра одинарного действия, разработанный Сэмюэлом Кольтом специально для конных стрелков американской армии (U.S. Army’s Mounted Rifles), также известных как драгуны (dragoons). Этот револьвер был разработан с целью решения многочисленных недостатков, с которыми сталкивались в модели Walker.

## История
Американо-мексиканская война (1846—1848 гг.) принесла Сэмюэлю Кольту заказ на разработку револьвера Кольт Уокер. В ходе эксплуатации были выявлены некоторые конструктивные недостатки. Пользователи часто сталкивались с тем, что во время стрельбы рычаг для снаряжения пуль падал вниз, блокируя своим штоком барабан револьвера. Также было выявлено, что барабан револьвера иногда не выдерживал нагрузки и разрывался, кроме того Кольт Уокер был достаточно массивный и тяжелый для короткоствольного оружия.
На смену Уокеру Сэмюэль Кольт в 1848 году разработал револьвер Кольт Драгун. В этом револьвере были устранены имеющиеся в предыдущей модели недостатки: довольно большой вес, перекосы пуль при досылании в каморы барабана, что приводило к разрывам последнего при стрельбе, и некоторые другие.

## Характеристики
Кольт Драгун представляет собой капсюльный револьвер с открытой рамкой, 44-го калибра, общей длиной 15,5 дюймов (375 мм), и весом около 1,9 кг. Ударно-спусковой механизм одинарного действия, барабан с шестью каморами. Заряжание производилось с дульной стороны камор, коническая пуля досылалась в барабан с помощью расположенного под стволом рычага. С правой стороны, в казенной части револьвера, имеется вырез для удобства снаряжения барабана капсюлями, снаряженными составом на основе гремучей ртути.
Прицельные приспособления представляют собой мушку на стволе и прорезь в верхней ударной части курка. Особенностями и отличиями револьвера Кольт Драгун было наличие в передней части ствола защелки рычага для снаряжения барабана. Защелка располагалась под стволом и фиксировала переднюю часть рычага не позволяя ей непроизвольно опускаться от вибрации во время стрельбы.
Барабан револьвера Кольт Драгун стал более коротким чем у Уокера, а также более прочным за счет увеличения толщины стенок камор. Длина ствола у револьвера Кольт Драгун была уменьшена по сравнения с Уолкером с 9 дюймов (229 мм) до 7,5 дюймов (191 мм).

## Модификации
Револьвер Кольт Драгун выпускался с 1848 по 1861 год в шести основных разновидностях Кольт Драгун и несколько уменьшенных вариантах револьвера Кольт Бэби Драгун.

### Кольт Драгун

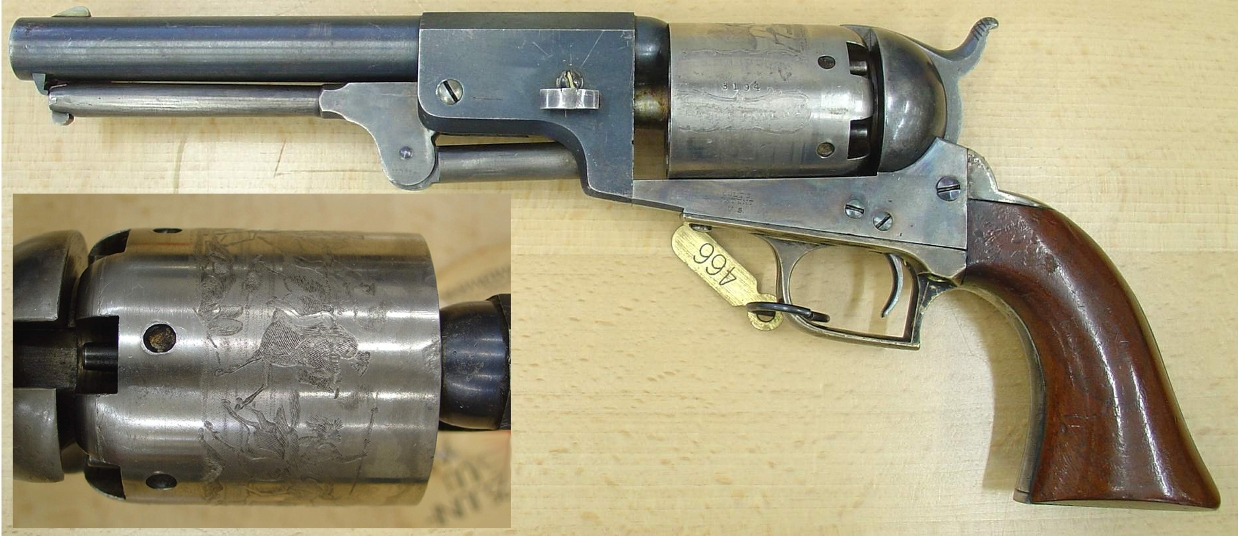
Первая модель
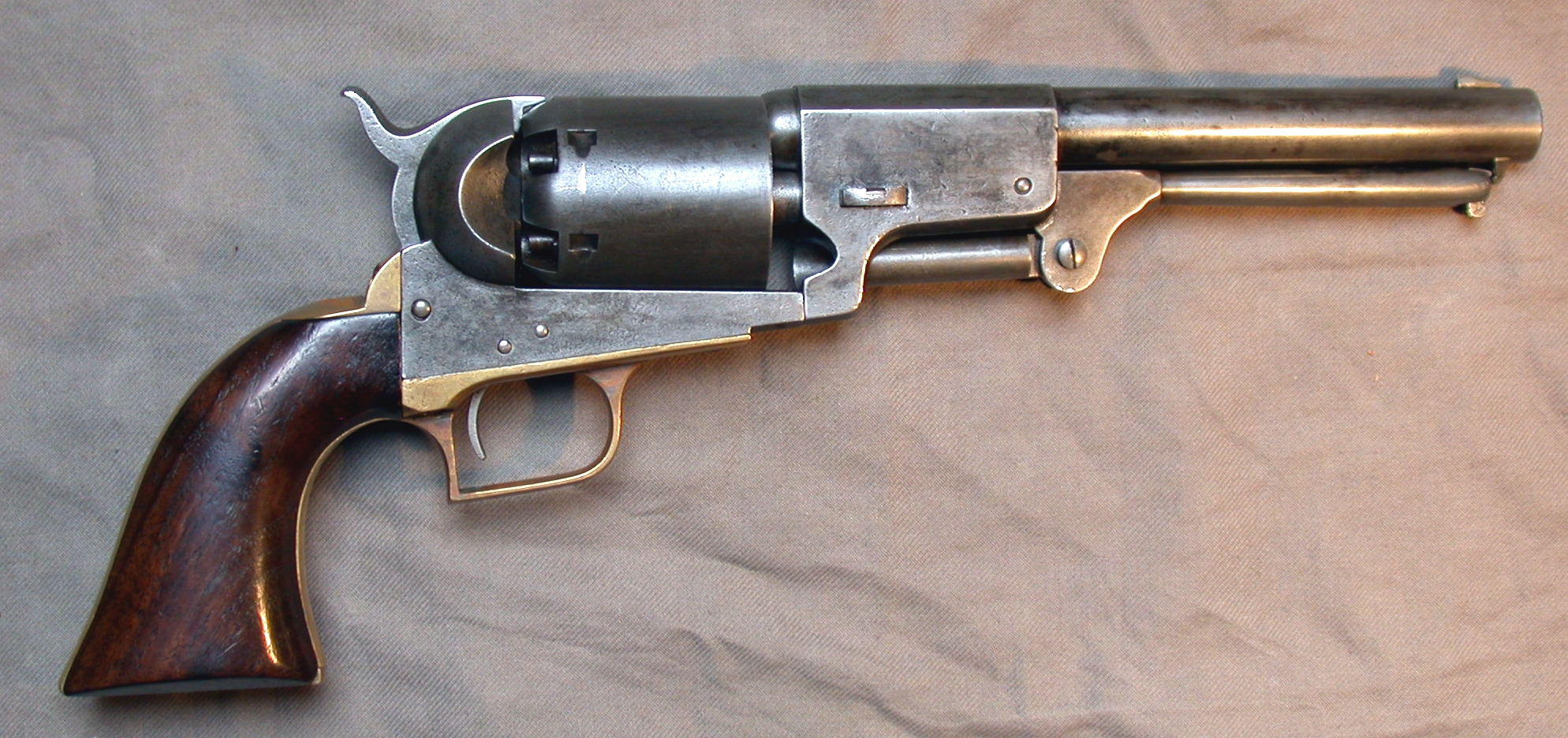
Вторая модель
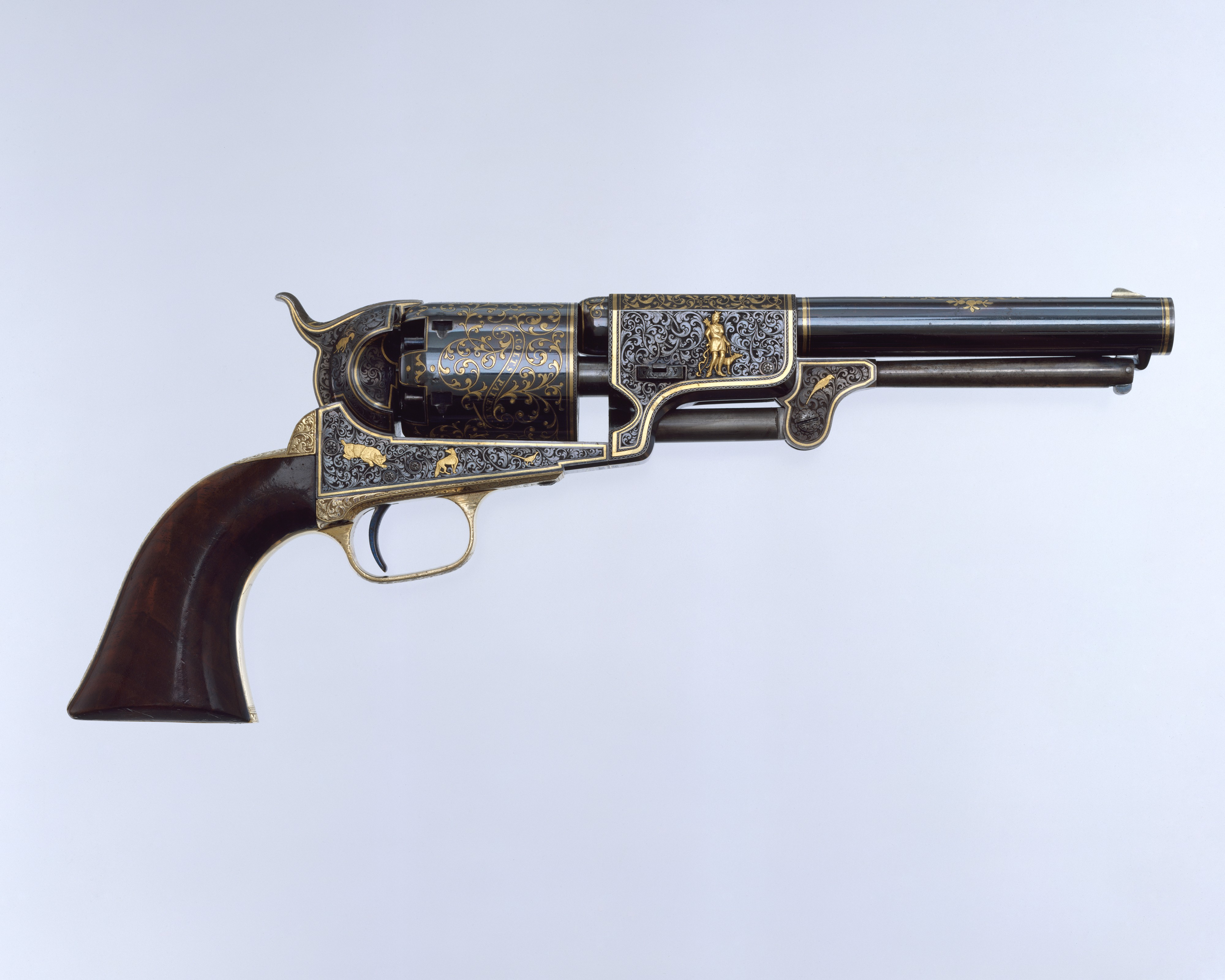
Третья модель

Револьвер Кольт Драгун переходная модель (Colt Whitneyville Hartford Dragoon Revolver).
Самая первая модель, выпускалась в конце 1847 года, всего было изготовлено примерно 240 экземпляров. Некоторые детали пистолета достались от револьвера Кольт Уокер, по этой причине его иногда называют «Transition Walker». Калибр .44, барабан на 6 зарядов. Отличием ранних моделей было не сквозное крепление частей рамки револьвера, задняя пластина основания рукояти была стальной, спусковой крючок короткий, форма рукояти так же напоминала Уокеровскую.
Револьвер Кольт Драгун № 1 (First Model Colt Dragoon). Данная модель отличался от своего предшественника Уокера тем, что имеет немного меньший вес и размер. Вес 1850 г., общая длина 343 мм. Длина ствола 190,5 мм. Ствол имеет 7 нарезов левостороннего направления. Начальная скорость пули 259 м/с. Барабан первой модели револьвера был немного короче, чем в Кольт Уокер, что, несколько упростило процесс досылания пули в каморы. Система запирания барабана также была усовершенствована. Первую модель можно отличить от последующих наличием овальных выточек на поверхности барабана, предназначенных для его фиксации. Пластину рамки рукоятки с тыльной стороны стали изготавливать из латуни. Боевая пружина у первой модели была V-образной формы. Спусковую скобу револьвера для армии делали из латуни, для гражданских никелированной. С 1848 по 1849 год было выпущено 7000 револьверов первой модели.
Револьвер Кольт Драгун № 2 (Second Model Dragoon) пришёл на смену первой модели в 1849 году. В отличие от первой модели, проточки на барабане, предназначенные для фиксации, имеют прямоугольную, а не овальную форму. Боевая пружина в этой модели постепенно изменила свою форму с V-образной на прямую. Взаимодействие курка и пружины начиная с этой модели стало осуществляться через ролик и применялось и в последующих моделях револьверов Кольта. Задняя часть спусковой скобы у второй модели, так же как и у первой модели имела прямоугольную форму. Модель № 2 выпускалась до 1851 года. Всего было выпущено 2700 штук.
Револьвер Кольт Драгун № 3 (Third Model Dragoon) выпустилась в количестве 10 000 штук. Основное отличие от второй модели заключалось в изменённой форме спусковой скобы. Если у первых двух моделей Кольт Драгун скоба была прямоугольной, то у третьей модели скоба имела закругленную форму.
Револьвер Кольт Драгун № 3-Бис представлял собой разновидность третей модели. Револьвер Кольт Драгун № 3-бис комплектовался съемным прикладом, который имел специальный паз, куда вставлялась рукоять самого револьвера. Приклад фиксировался двумя винтами. В собранном виде оружие представляло собой некое подобие карабина. Благодаря прикладу, а также дополнительно установленному в верхней части ствола целику можно было вести более точную стрельбу. Всего Кольт Драгун № 3-Бис было изготовлено около 950 экземпляров.
Револьверы Кольт Драгун выпущенные в Англии (Colt Hartford English Dragoon Revolver) были изготовлены в период с 1853 по 1857 год. Револьверы собирали из частей, изготовленный в Хартфорде на лондонской фабрике Кольта. Всего было изготовлено около 700 экземпляров. Конструктивно в основном это оружие представляло собой вторую или третью модель Кольт Драгун, в зависимости от года выпуска. Характерным отличием данного оружия являются маркировка в виде литеры «V» под короной на задней части барабана, наличие маркировки в виде букв «GB» и иногда иных надписей, типа «COL. COLT LONDON» и т. д.

### Кольт Бэби Драгун

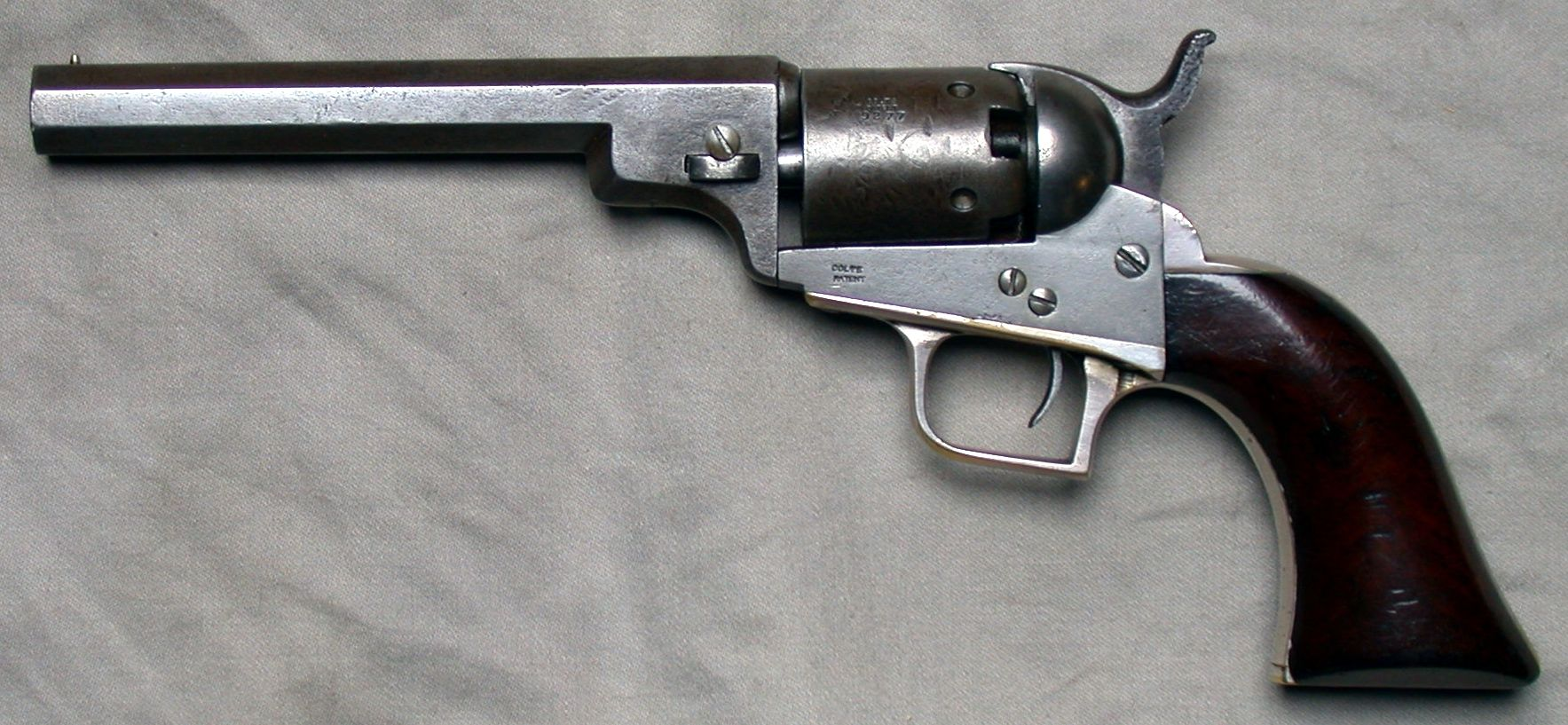
Модель 1848 года
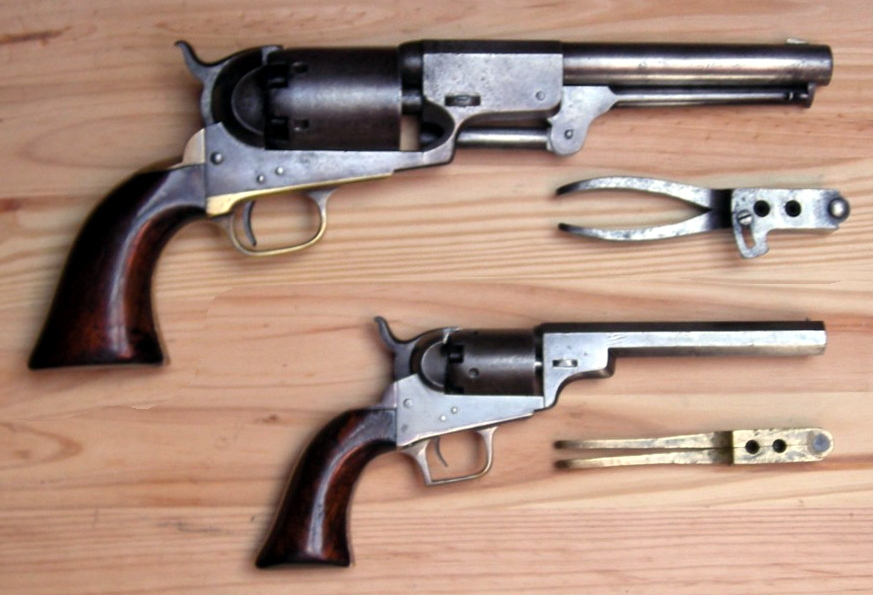
Кольт Драгун №3 и Бэби Драгун 1848 года
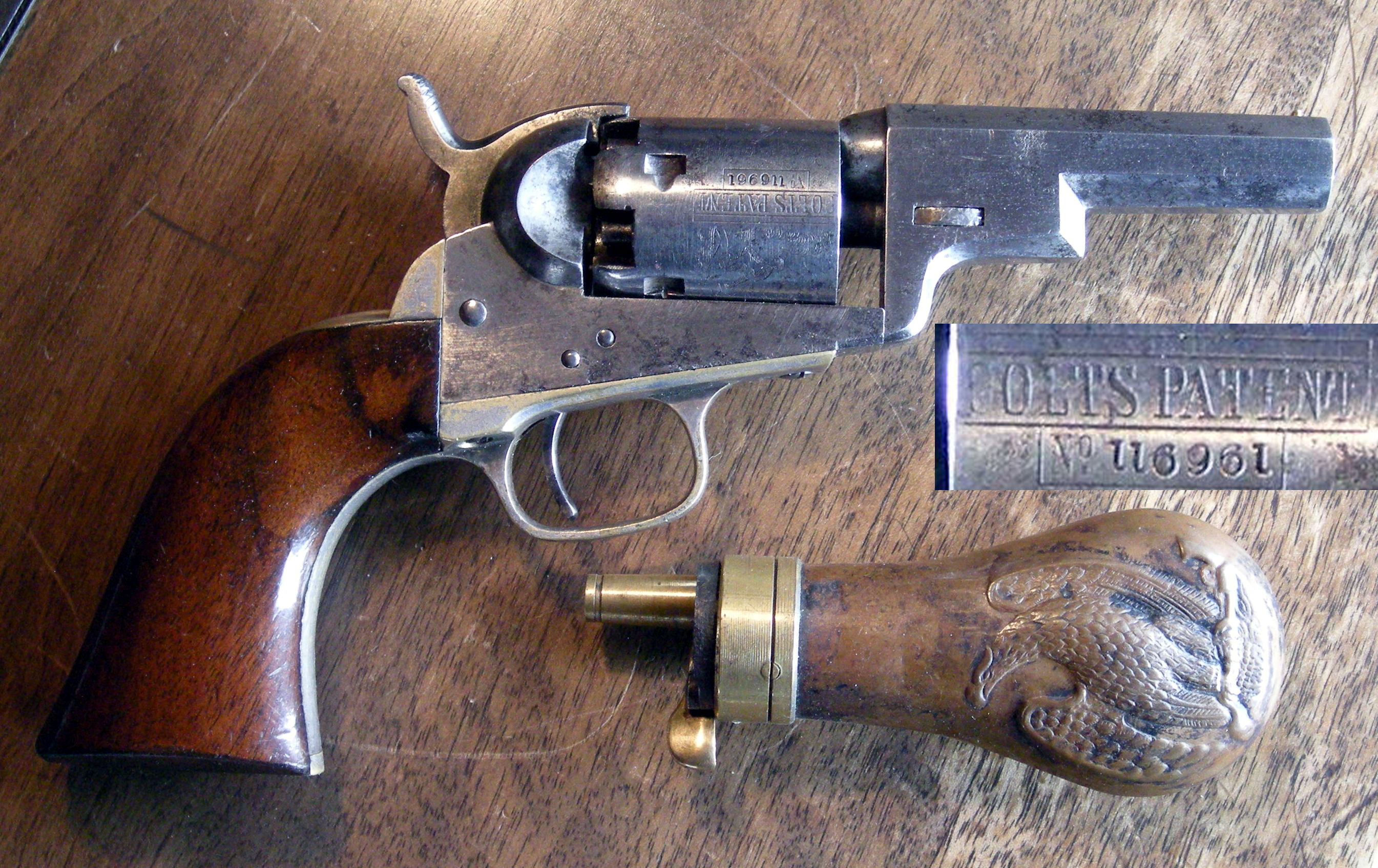
Wells Fargo

Револьвер Кольт Бэби Драгун (Model 1848 Pocket Revolver or Baby Dragoon) был представлен на гражданский рынок в 1848 году. Причиной создания данной модификации стал видимый успех револьверов Кольт Драгун, а также растущий спрос на компактное оружие на гражданском рынке, что привело Сэмюэля Кольта к мысли о необходимости разработки карманной модели револьвера. Необходимо было уменьшить размер оружия, его вес и сделать револьвер удобным для скрытого ношения в одежде или ручной поклаже.
Оружие было меньшего, по сравнению с классическим Драгуном, размера. Бэби Драгун представлял собой пятизарадяный револьвер 31-го калибра. Револьверы изготавливались со стволами восьмиугольного сечения различной длины: 3, 4, 5 и 6 дюймов. Масса револьвера была всего порядка 600 грамм. Основная часть револьверов выпускалась без рычага для снаряжения барабана и лишь в поздних моделях данный рычаг начали устанавливать. В моделях без рычага, передняя стойка рамки с левой стороны не имела окна для размещения пули напротив рычага досылания и отверстия в рамке для штока рычага. Мушка револьвера для того чтобы не цепляться за одежду была сделана миниатюрной в виде слегка выступающего «пенька». Спусковая скобы револьвера прямоугольной формы в задней части.
На боковой поверхности барабана револьвера Кольт Бэби Драгун первых выпусков была изображена сцена боя техасских ренджеров с индейцами, а на более поздних моделях — сцена ограбления дилижанса.
Модель Кольт Бэби Драгун имеет несколько вариантов изготовления, отличающихся друг от друга изображением гравировки на поверхности барабана, формой выемок для механизма фиксации на боковых поверхностях барабана и наличием или отсутствием рычага досылания (снаряжения барабана):
- с гравировкой сцены боя ренджеров с индейцами и круглыми выемками механизма фиксации (до серийного номера 9500);
- с гравировкой сцены боя ренджеров с индейцами и овальными выемками механизма фиксации (серийный номер 9500 — 11 600);
- с гравировкой сцены ограбления дилижанса и овальными выемками механизма фиксации (серийный номер 10400 — 12100);
- с гравировкой сцены ограбления дилижанса и прямоугольными выемками механизма фиксации (серийный номер 11000 — 12450);
- с гравировкой сцены ограбления дилижанса, прямоугольными выемками механизма фиксации и рычагом досылания (серийный номер 11600 — 15500).

Револьвер Кольт карманный 1849 года (Model 1849 Pocket Revolver) пришёл на смену револьверу Кольт Бэби Драгун. Револьвер 31-го калибра и барабан рассчитаным на 5 или 6 зарядов. Как и предыдущая модель, револьвер имел ствол восьмиугольного сечения длиной: 3, 4, 5 или 6 дюймов. Масса револьвера была 680 грамм для ствола в 4 дюйма и 765 грамм (с 6 дюймовым стволом). На поверхности барабана была нанесена гравировка сцены ограбления дилижанса. Ударно-спусковой механизм револьвера одинарного действия. Спусковая скобы револьвера была закругленная. Основная часть револьверов выпускалась с рычагом для снаряжения барабана, но были модели и без рычага.
Револьвер Кольт карманный 1849 года имел огромный успех и выпускался в течение 23 лет. Всего по приблизительным оценкам было изготовлено около 325000 экземпляров револьвера данной модели, то есть больше чем любой другой модели капсюльных револьверов Кольта. Следует заметить, что и незначительных конструктивных и внешних различий между револьверами разных годов выпуска насчитывается порядка 200. Оружие отличается маркировкой, наличием или отсутствием рычага загрузки, количеством зарядов барабана, длиной ствола, незначительными различиями формы некоторых деталей оружия и даже изображением гравировки на барабане.
Револьвер Wells Fargo представлял собой разновиднойсть модели 1849 года. Револьвер Wells Fargo 31-го калибра, по конструкции аналогичен карманной модели 1849 года, за исключением того, что в нём не был установлен рычаг загрузки. Длина ствола у данного оружия была 3 дюйма. Выпущено было около 4000 экземпляров в 1849 году.
Лондонская модель револьвера Кольт карманный модель 1849 года (London Model 1849 Pocket Revolver) отличаются собственными серийными номерами, а также особой маркировкой на поверхности ствола «- COL. COLT LONDON -», "- SAML COLT LONDON — " или «- ADDRESS SAML COLT LONDON -». На рамке и барабане имеются клейма в виде буквы «V» под короной. Качество изготовления лондонских моделей револьвера Кольт карманный модель 1849 года (London Model 1849 Pocket Revolver) была выше чем у оружия выпущенного в Хартфорде. В период с 1849 по 1857 год было выпущено около 5000 экземпляров данной модели.

## Итог
Револьвер Кольт Драгун пользовался большой популярностью среди населения Америки как в мирный период, так и во время гражданской войны. Оружие выпускалось в различном исполнении, встречались экземпляры уникальной отделки. 
Револьвер Кольт Бэби Драгун и Кольт карманный 1849 года составляли серьёзную конкуренцию деринджерам. Эти револьверы использовали карточные игроки, путешественники, блюстители закона и дамы, нередко военные приобретали Кольт Бэби Драгун в качестве запасного оружия.
В настоящее время выпускаются реплики данного револьвера, которые пользуются успехом у любителей пострелять из оружия под дымный порох и просто ценителей необычного оружия. Оригинальные револьверы Кольт Драгун представляют ценность как антикварные оружие и являются предметом особого внимания для коллекционеров, особенно ценны переходная модель и вторая модель, которых выпущено было меньше всего. Ценность отдельных экземпляров в хорошем состоянии и оригинальном кейсе доходит до 700 тысяч долларов.